# Bisdom Santo Amaro
Het bisdom Santo Amaro (Latijn: Dioecesis Sancti Mauri) is een rooms-katholiek bisdom met als zetel Santo Amaro, een district van de stad São Paulo, in Brazilië. Het bisdom is suffragaan aan het aartsbisdom São Paulo.

## Geschiedenis
Het bisdom werd opgericht op 15 maart 1989, uit delen van het aartsbisdom São Paulo. 

## Parochies
Het bisdom had in 2020 een oppervlakte van 563 km2 en telde 3.150.751 inwoners waarvan 82,9% rooms-katholiek was.

## Bisschoppen
- Fernando Antônio Figueiredo (15 maart 1989 - 2 december 2015)
  - Luciano Bergamin (hulpbisschop: 5 april 2000 - 24 juli 2002)
- Giuseppe Negri (2 december 2015 - heden; coadjutor sinds 29 oktober 2014)
  - Marcelo Antônio da Silva (hulpbisschop: 15 februari 2023 - heden)

São Paulo (aartsbisdom) · Campo Limpo · Guarulhos · Mogi das Cruzes · Nossa Senhora do Líbano em São Paulo (maronieten) · Nossa Senhora do Paraíso em São Paulo (melkieten) · Osasco · Santo Amaro · Santo André · Santos · São Miguel Paulista